# Piastra per panini

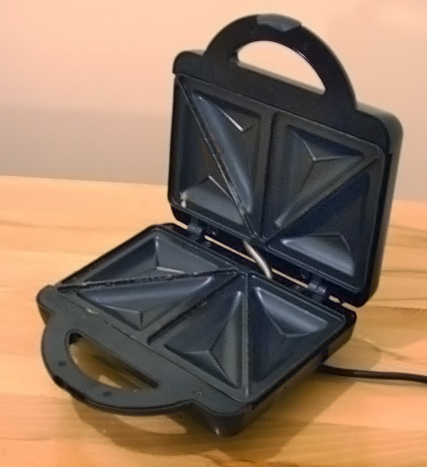
Piastra per panini elettrica

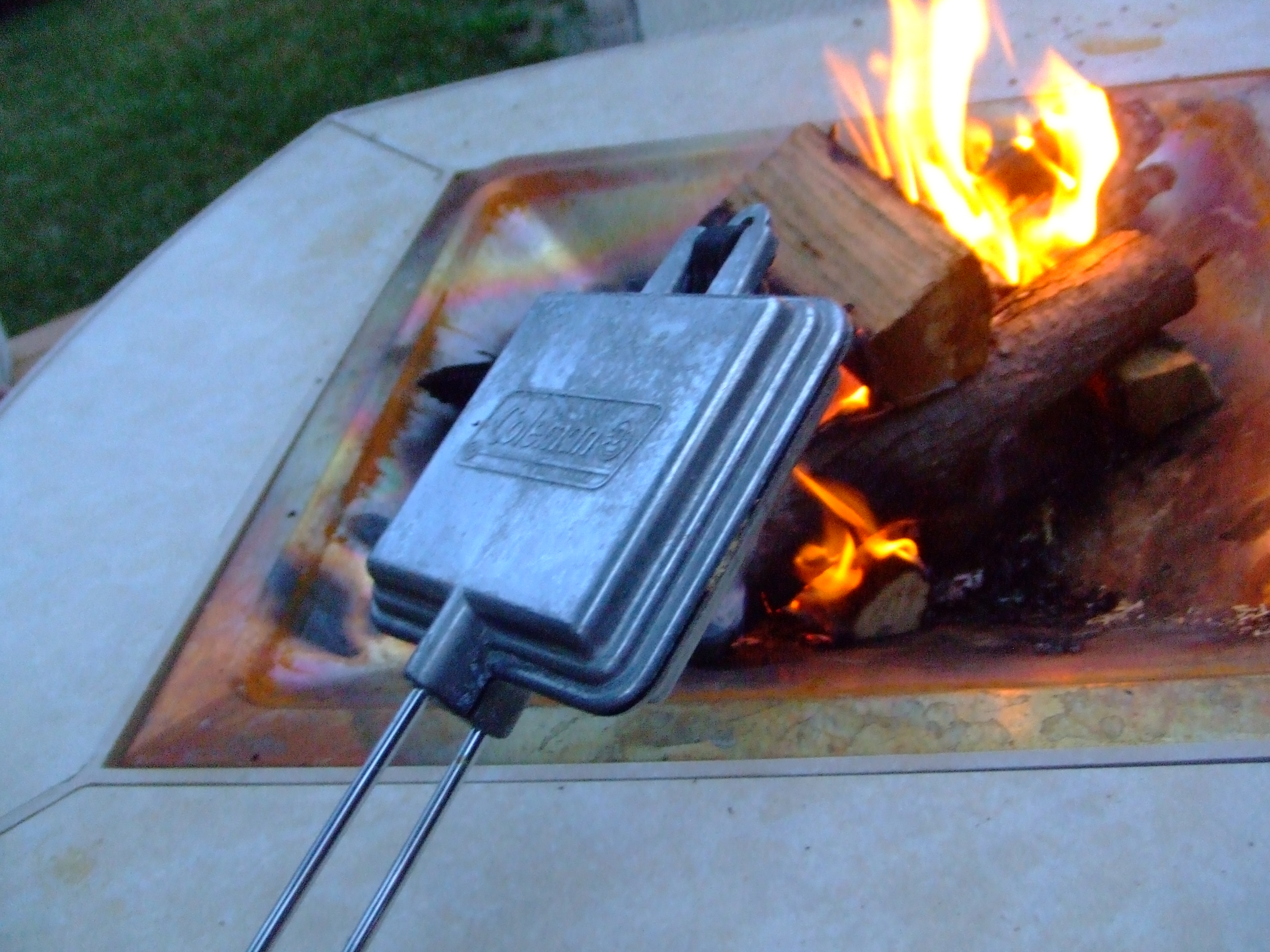
Piastra per panini da campeggio

Una piastra per panini è un utensile utilizzato per cucinare i panini. Si compone di solito di due piastre speculari che, una volta calde, vengono adagiate sui panini. Le piastre per panini possono essere alimentate tramite la corrente elettrica oppure tramite il calore proveniente da un falò.
Quando lo strumento è fatto specificamente per preparare i toast, allora esso prende il nome di griglia per toast o tostiera.

## Storia
La piastra per panini ha evidenti correlazioni con il moderno tostapane elettrico, inventato agli inizi del Novecento.
Uno dei primi macchinari usati per preparare i toast è il Tostwich, una piastra creata prima degli anni venti da Charles Champion, anche inventore di una macchina per popcorn. Champion depositò il brevetto della piastra il 26 maggio 1924, e il diritto esclusivo della sua creazione venne riconosciuto il 3 marzo 1925.
La jaffle iron della Jaffle venne progettata e brevettata nel 1949 dal dottor Earnest Smithers, di Bondi, in Australia.